# По эту сторону закона
«По эту сторону закона» (англ. This Side of the Law) — фильм нуар режиссёра Ричарда Л. Бэра, который вышел на экраны в 1950 году.
Фильм рассказывает о бедном, интеллигентном мужчине Дэвиде Камминсе (Кент Смит), который обладает поразительным внешним сходством с исчезнувшим почти семь лет назад Малколмом Тейлором, который должен унаследовать крупное состояние. Адвокат Филипп Кэгл (Роберт Дуглас ) нанимает Дэвида, чтобы тот выдал себя за наследника. В результате Дэвид оказывается в доме с охладевшей к Малколму женой Эвелин (Вивека Линдфорс), ненавидящим его братом Колдером (Джон Элвин) и его алчной, коварной женой Надин (Дженис Пейдж). Постепенно Дэвид всё больше влюбляется в Эвелин и одновременно распутывает сложный клубок интриг, которые плетутся вокруг наследства.
Фильм не привлёк особого интереса критики, указавшей на надуманность сценария, но при этом отметившей хорошую актёрскую игру.

## Сюжет
Богатая усадьба «Сан-Суси» расположена на краю морского обрыва. Где-то на обширной территории усадьбы находится заброшенный колодец, на дне которого оказался некто Дэвид Камминс (Кент Смит), который вспоминает о том, что произошло с ним в течение последней недели:
Однажды интеллигентный, но обнищавший Дэвид брёл по городской улице, остановившись у ломбарда, чтобы рассмотреть револьвер на витрине. Обратив внимание на его потрёпанный внешний вид, полицейский задержал Дэвида, а судья приговорил его за бродяжничество к 50 долларам штрафа или 30-дневному тюремному заключению. В зале суда Дэвида заметил адвокат Филипп Кэгл (Роберт Дуглас), который немедленно заплатил за него штраф. Когда они вместе вышли из здания суда, Филипп пригласил Дэвида на чашку кофе, а затем в свой офис, обещая сделать ему интересное предложение. Когда Дэвид вошёл в приёмную адвоката, секретарша миссис Робертс (Фрэнсис Моррис) приняла его за некого мистера Тейлора. Оставшись с Дэвидом наедине в своём кабинете, Филипп объясняет, что Дэвид внешне чрезвычайно похож на его пропавшего клиента Малколма Тейлора, богатого наследника состояния в 3 миллиона долларов. Через две недели исполнится семь лет с того момента, как Тейлор бесследно исчез, после чего по закону его признают умершим, и все права на его состояние перейдут другим наследникам, чего адвокат хочет избежать. Чтобы этого не случилось, Филипп делает Дэвиду предложение в течение двух недель выдавать себя за Тейлора, обещая заплатить ему за это 500 долларов. Дэвид соглашается на эту работу за гонорар в 5 тысяч долларов, после чего Филипп снабжает его всеми материалами о личности Малколма. Филипп рассказывает, что главным образом Дэвид должен обмануть трёх человек, живущих в усадьбе «Сан-Суси» — брата Малколма Тейлора по имени Колдер (Джон Элвин), его жену Надин (Дженис Пейдж) и главное, жену самого Малколма, которую зовут Эвелин (Вивека Линдфорс). Когда они уже подъезжают к особняку Тейлоров, Филипп просит Дэвида иметь в виду, что Колдер ненавидит своего брата.
При появлении Дэвида в доме все трое его обитателей не замечают подмены и однозначно принимают его за Малколма. Колдер в раздражении сразу же убегает наверх, а по состоянию разволновавшейся Надин заметно, что она к Малколму не равнодушна. Спустившаяся вскоре Эвелин холодно встречает вернувшегося мужа. На следующее утро приезжает Филипп, которому Дэвид рассказывает о том, что, кажется, Малколма в этом доле не любят, а жену он почти не видел. Адвокат рассказывает, что Дэвид был любимцем отца, а в глазах романтической Эвелин был героем, но потом «она поняла, что его доспехи заржавели». Она хотела подать на развод, но Филипп отговорил её, так как случае развода она получит гроши, в случае же, если Малколм не вернётся, её ждёт богатое наследство. При этом Филипп замечает, что «для развода у неё были основания». Как полагает адвокат, если бы Малколм узнал о смерти отца, то не стал бы скрываться. Его отец был известным человеком, и Малколм не мог не слышать о его смерти. На прощание Филипп говорит Дэвиду: «Запомни Эвелин мила, а от Надин — одни беды».
Когда задумчивая Эвелин наблюдает за закатом на морском берегу, к ней подходит Дэвид. Объяснив своё возвращение необходимостью вступить в права наследства, он спрашивает Эвелин, ненавидит ли она его по-прежнему. Она отвечает, что ненависти у неё уже нет, только пустота, после чего уходит. Сразу вслед за этим к Дэвиду подходит Надин, приглашая его в беседку, где даёт понять, что между ними были отношения и она не прочь их продолжить. Однако Дэвид держит себя отстранённо, после чего она обвиняет его в том, что он по-прежнему плюёт на чужие чувства и продолжает причинять другим боль. Она напоминает, что раньше его не смущало то, что она жена его брата. Когда Дэвид явно не проявляет желания продолжать отношения с Надин, она заявляет: «Тебя ждёт состояние, а меня глупец Колдер. Если бы ты не вернулся, деньги бы достались ему, а теперь они принадлежат тебе и Эвелин». В этот момент появляется наблюдавший за ними Колдер, который набрасывается на Дэвида с кулаками, однако Дэвид быстро унимает его порыв, и Колдер уходит. В доме вернувшегося Колдера окликает Эвелин, которой он сообщает, что у Малколма было много романов на стороне, в том числе и с Надин, и «теперь он у меня её снова заберёт». Колдер, по его словам, не рассказывал Эвелин об этом ранее, потому что опасался, что она выгонит их из дома, на что Эвелин отвечает, что теперь это не имеет значения. Появившиеся Дэвид и Надин понимают, что о её романе с Малколмом теперь знают все. Между тем заметно, что Дэвид явно неравнодушен к Эвелин. Он поднимается в её комнату, и, не выдавая себя, просит у Эвелин прощения за свои старые измены, особенно, за роман с Надин, после чего заявляет, что дом принадлежит ей. Эвелин замечает, что он изменился.
На следующее утро Дэвид приезжает в офис Филиппа, сообщая ему, что у Надин и Малколма были отношения, и она была готова их продолжить. Далее Дэвид спрашивает, почему Надин уверена в том, что если бы Малколм не вернулся, денег Эвелин не видать. Адвокат требует, чтобы Дэвид защитил интересы Малколма и ради этого оберегал Эвелин, тогда шансы Надин на наследство будут призрачными. Дэвид переживает по поводу судьбы Эвелин, когда ему придётся уйти, однако адвокат даёт понять, что это не его забота. Вернувшись вечером в «Сан-Суси», Дэвид уговаривает Эвелин прогулять по парку, где снова кается в «своих» былых ошибках, но утверждает, что с тех пор стал другим человеком, и хочет быть с ней. Слова Дэвида трогают Эвелин, и они целуются. После ухода Эвелин появляется Надин, которая обнимает Дэвида за шею, однако он снимает её руки. Увидев его запястье, она заявляет, что он не Малколм, поскольку у него нет шрама, который был у Малколма. Первой мыслью Надин было, что он убил Малколма, чтобы занять его место, однако затем понимает, что это маловероятно. Тем не менее Надин решает использовать ситуацию в своих интересах. Она заявляет, что не будет выдавать его обман, а он, когда вступит в права наследства, получит и деньги, и её. По возвращении в свою комнату Дэвид срочно звонит Филиппу, сообщая о том, что Надин его раскусила, после чего адвокат просит приехать его завтра утром в свой офис. Сразу же после этого разговора Филипп звонит Надин, назначая ей встречу этим же вечером в домике около обрыва. На встрече Филипп спрашивает, не самозванец ли Малколм, на что она уверенно отвечает, что нет. Далее выясняется, что Филипп и Надин были в сговоре, и согласно их плану, если бы Малколм не вернулся, они бы подстроили Эвелин несчастный случай, и всё состояние досталось бы Колдеру и Надин. Однако с возвращением Малколма этот план рухнул. Видя упорство Надин относительно личности Малколма, Филипп заявляет, что план меняется, после чего бьёт её по голове, а затем относит её тело на край высокого обрыва и сбрасывает в море.
На следующее утро, когда у берега обнаруживают тело Надин, Колдер пытается обвинить в её убийстве своего брата, однако последним, кто её видел живой, оказывается сам Колдер, после чего шериф приходит к заключению, что это был несчастный случай. Вернувшись в дом, Дэвид говорит Филиппу, что Колдер обвиняет его в убийстве, на что адвокат рекомендует ему как можно скорее исчезнуть из «Сан-Суси», утверждая, что теперь Эвелин ничего не угрожает. Днём они встречаются в офисе Филиппа, который только что приехал от шерифа. Филипп предупреждает, что расследование поставит такие вопросы, на которые у Дэвида нет ответов, и потому он должен как можно скорее уехать навсегда, написав завещание в пользу Эвелин, при этом Филипп будет его душеприказчиком вплоть до появления Малколма или до того момента, когда того признают умершим. Филипп уверяет Дэвида, что не оставит Эвелин без гроша, так как в этом случае ему придётся избавиться и от Колдера. На слова Дэвида, что он не умеет расписываться как Малколм, Филипп заявляет, что у же подделал подпись, после чего даёт Дэвиду перо и приглашает двух своих сотрудниц, которых просит засвидетельствовать, что он только что подписал этот документ. После этого Филипп везёт Дэвида в «Сан-Суси», где тот должен сообщить Эвелин о завещании и объявить о своём отъезде на неопределённый срок. После его отъезда Филипп планирует добиться от Эвелин, чтобы она поручила ему ведение всех дел по наследству. В «Сан-Суси» Эвелин с недоумением читает бумаги, удивляясь, что Малколм ничего не оставил Колдеру, после чего он заявляет, что уезжает навсегда. Эвелин говорит, что деньги ей не нужны, и даёт Дэвиду понять, что хотела бы, чтобы он остался, однако он молча закрывает за собой дверь. Когда Филипп и Дэвид вместе выезжают с территории усадьбы, Дэвид выходит, чтобы открыть ворота. В этот момент Филипп достаёт из бардачка револьвер и бьёт Дэвида рукояткой по голове, после чего оттаскивает и сбрасывает его в колодец. Очнувшись от удара, Дэвид видит рядом с собой скелет с браслетом, на котором выгравировано имя Малколма, понимая, что это Филипп убил Малколма таким же образом, как только что пытался убить и его.
Пока Дэвид находится в колодце, Филипп возвращается в дом, где подталкивает Колдера к мысли, что это Эвелин убила Надин из ненависти. Колдер решает отомстить Эвелин. Он поднимается в её комнату, где видит, что она собирает вещи, собираясь покинуть «Санс-Суси» навсегда. Колдер настаивает на том, что подвезёт её до станции. Перед отъездом из дома он уговаривает Эвелин последний раз прогуляться к обрыву, и во время прогулки пытается столкнуть её в море. Он говорит, что хотя Надин его и не любила, но он любил её безумно, обвиняя Эвелин в том, что она убила Надин. Тем временем Филипп звонит из дома шерифу, сообщая, что Колдер и Эвелин пропали, и что перед исчезновением он обвинил её в убийстве своей жены. В этот момент Дэвид, которому удалось выбраться из колодца, услышав крики Эвелин, подбегает к обрыву и набрасывается на Колдера, успевая её спасти. Колдер уходит, а Дэвид сознаётся ей, что он не Малколм. Далее он говорит, что Колдера спровоцировал Филипп, который хотел таким образом избавиться от обоих и получить всё состояние в своё фактически бесконтрольное управление. Когда Дэвид входит в дом, это становится неожиданностью для Филиппа, который направляет на него револьвер со словами что «убьёт его и ему ничего не будет». Дэвид обвиняет Филиппа в том, что он убил и Малколма, и Надин. Первоначально он вместе с Надин хотел избавиться от Эвелин, но затем, увидев Дэвида в суде, решил завладеть всем сам. В этот момент к дверям дома подъезжает шериф (Монте Блю). Когда из другой двери неожиданно выходит Эвелин, Филипп отвлекается на неё, и в этот момент Дэвид гасит в доме свет. Филипп несколько раз стреляет в темноте, после чего выбегает на улицу, где его преследует собака Малколма, загоняя его к колодцу. Филипп падает в колодец и разбивается насмерть. Дэвид рассказывает всю историю шерифу, после чего Эвелин заявляет, что у неё нет никаких претензий к Дэвиду. На фоне морского заката Дэвид и Эвелин обнимают и целуют друг друга.

## В ролях
- Кент Смит — Дэвид Камминс
- Вивека Линдфорс — Эвелин Тейлор
- Роберт Дуглас  — Филипп Кэгл
- Дженис Пейдж — Надин Тейлор
- Джон Элвин — Колдер Тейлор
- Монте Блю — шериф
- Франсис Моррис — мисс Робертс
- Нита Талбот — мисс Гофф

## Создатели фильма и исполнители главных ролей
Как отмечает историк кино Артур Лайонс, «автор истории фильма Ричард Сейл впоследствии стал признанным сценаристом и режиссёром, написавшим, в частности, сценарии превосходного нуара категории В „Неожиданный“ (1954) с Фрэнком Синатрой в главной роли», мелодрамы «Женский мир» (1954) и приключенческого триллера «За семью волнами» (1957). Он также написал несколько романов, сатирически представляющих голливудскую студийную систему, среди них «Лазарь № 7» и «Оскар». Как пишет Лайонс, «в 1966 году студийные руководители обессмертили мнение Сейла о себе, сделав абсолютно отвратительный фильм „Оскар“».
Режиссёр Ричард Л. Бэр поставил такие фильмы, как музыкальная криминальная мелодрама «Умные девушки не говорят» (1948), фильм нуар «Флекси Мартин» (1949), криминальная комедия «Дом на другой стороне улицы» (1949) и вестерн «Возвращение переселенца» (1950). Кроме того, в период с 1942 по 1956 год Бэр поставил 63 короткометражных комедийных фильма с персонажем по имени Джо Макдоукс, а с 1955 по 1973 год работал главным образом на телевидении, поставив более 300 эпизодов 40 различных телесериалов. Бэр умер в 2015 году в возрасте 101 года.
Кент Смит в период 1936 по 1977 год сыграл почти в 50 фильмах, наиболее значимые среди которых — «Люди-кошки» (1942), «Эта земля моя» (1943), «Винтовая лестница» (1946), «Нора Прентисс» (1947), «Источник» (1949) и «Девушка с вечеринки» (1958). Позднее Смит сделал карьеру на телевидении, в частности, имел постоянные роли в популярных телесериалах «Пейтон-Плейс» (1964—1966) и «Захватчики» (1967—1968).
В 1946 году кинокомпания Warner Bros привезла шведскую актрису Вивеку Линдфорс в Голливуд в надежде сделать из неё вторую Грету Гарбо или Ингрид Бергман. Она снялась в фильмах «Похождения Дон Жуана» (1948), «В ночь» (1949), «Тёмный город» (1950), «Четверо в джипе» (1951), «Мунфлит» (1955) и «Я обвиняю!» (1958). В 1960-е годы она постепенно перешла на роли второго плана и на работу на телевидении, однако продолжала сниматься в кино вплоть до своей смерти в 1995 году.

## Название фильма
История Ричарда Сейла, которая была положена в основу сценария, называлась «Доктор имеет дело со смертью».
Рабочее название фильма — «Тупик» (англ.  Deadlock).

## Оценка фильма критикой
Фильм не привлёк к себе особого интереса критики. Спенсер Селби лишь отметил, что фильм рассказывает о «человеке, которого нанимает преступный адвокат, чтобы тот выдал себя за богатого клиента, на которого он очень похож».
По словам Артура Лайонса, «фильм является примером обычной нуаровой темы двойника-самозванца, который благодаря маскараду, оказывается впутанным в обстоятельства, которые не мог предвидеть». Как полагает критик, «фильм до определённой степени успешно нагнетает саспенс, а способный актёрский состав демонстрирует достойную игру». Критику также понравилась завязка картины, однако, по его мнению, «фильм в целом страдает от надуманного сценария и наверное демонстрирует слабый интерес Warner Bros в тот период к производству фильмов категории В». Как дальше отмечает Лайонс, «на самом деле большая четвёрка кинокомпаний — Warners, Fox, MGM и Paramount — по сравнению со средними и малыми киностудиями произвела не только меньше фильмов нуар категории В, но и в целом меньше значимых фильмов категории В». В этом, по мнению Лайонса, «отразился подход к кино крупных магнатов, по мнению которых фильмы категории В служили только для того, чтобы заполнить программу сдвоенных просмотров, однако имели малую собственную ценность».
Кинокритик Хэл Эриксон отметил игру Вивеки Линдфорс, которая «добавляет некоторый объём в остальном двухмерному персонажу „жены“ Камминса».